# Luis Engel
Pour les articles homonymes, voir Engel.
Luis Engel est un joueur d'échecs allemand né le 14 octobre 2002 à Hambourg en Allemagne. 
Au 1er février 2022, il est le dix-neuvième joueur allemand avec un classement Elo de 2 564 points.

## Biographie et carrière
Grand maître international depuis 2020, Luis Engel a remporté le championnat d'Allemagne open en 2020 (avec , 7,5 points sur 9) et le championnat d'Allemagne fermé (le German Masters) en 2021 à Magdebourg.
En 2019, il marqua 7 points sur 9 à l'Open Grenke